# Iglesia Anglicana de Chile
La Iglesia Anglicana de Chile (en inglés Anglican Church of Chile) es la provincia eclesiástica de la Comunión Anglicana que abarca cuatro diócesis en Chile. Formada oficialmente en 2018, es la provincia número 40 y una de las más reciente creación en la Comunión Anglicana. Aunque se puede situar su origen en 1830 con la llegada del capitán inglés Allen Gardiner cuya labor evangelizadora lo llevó a fundar en 1844 la Sociedad Misionera Sudamericana, convirtiéndose así en la primera iglesia protestante en establecerse oficialmente en el país. La provincia consta de cuatro diócesis. Su primado y metropolitano es el Arzobispo de Chile, Héctor Zavala. Para los asuntos ecuménicos interdenominacionales dentro del protestantismo, la iglesia pertenece al Concilio de Iglesias Protestantes Históricas de Chile. 

## Historia

### Primeras misiones anglicanas
Durante el siglo XIX, los inmigrantes británicos en América del Sur trajeron consigo el anglicanismo expandiéndose poco a poco entre la población sudamericana. La Sociedad Misionera Patagónica, rebautizada como Sociedad Misionera Sudamericana (SAMS) en 1868, estuvo inicialmente activa en Tierra del Fuego y luego extendió sus actividades a la región araucana . Este hecho fue el responsable de la formación de todas las primeras iglesias y misiones anglicanas en Chile.
Aunque la primera iglesia anglicana en Chile fue inaugurada en el cerro Alegre de Valparaíso el año 1855, los orígenes del anglicanismo en el país se remontan algunas décadas atrás con el arribo del capitán inglés Allen Gardiner cuya labor evangelizadora lo llevó a fundar en 1844 la ya mencionada Sociedad Misionera Sudamericana.
Durante el siglo XIX las comunidades inglesas fueron adquiriendo permisos oficiales para celebrar sus cultos. Se constituyó así, casi pasando desapercibida, la Iglesia anglicana en Chile en aquellos lugares donde la colonia inglesa era particularmente relevante, como era el caso de la ciudad de Valparaíso.
Waite Stirling, un misionero de la Sociedad Misionera Sudamericana, fue consagrado en la  Abadía de Westminster el 21 de diciembre de 1869 como el primer obispo de las Islas Malvinas . La sede del obispo estaba en Buenos Aires (Milmine, 1993, p. 11). Esto se debió a requisitos legales en ese momento que no permitían a la Iglesia de Inglaterra consagrar o nombrar obispos fuera de los territorios bajo la jurisdicción de la Corona, pero posteriormente se declaró que la jurisdicción del obispo estaba sobre toda América del Sur, excepto la Guayana Británica.

### Diócesis de Chile
En la zona del sur de Chile, específicamente en la Araucanía, los reverendos Charles Sadleir, Philip Walker y William Wilson en 1894 realizaron una importante labor misionera en la zona, conocida popularmente dicha acción como la "Misión Araucana". Su legado ha seguido hasta hoy en día, y su influencia en el campo de la educación, la salubridad y el desarrollo son, junto con la obra evangelizadora, un testimonio de su entrega por la causa evangelizadora.
Producto de la misión en la Araucanía se fundó en Chol Chol primero una escuela y luego, en 1918, una iglesia. Fue en esta misma región donde, en 1939, se ordenó el primer anglicano chileno: Juan Antinao.
La Diócesis de Chile, Bolivia y Perú se formó en 1963, como parte de un proceso general de formación de diócesis nacionales a partir de la enorme diócesis de las Islas Malvinas. Luego de la expansión se fundó la Diócesis de Chile y Bolivia en 1971 cuando Perú se convirtió en una diócesis separada a éstas. La Diócesis fue nuevamente rebautizada como Diócesis de Chile en 1981, luego de su separación con la Diócesis de Bolivia.

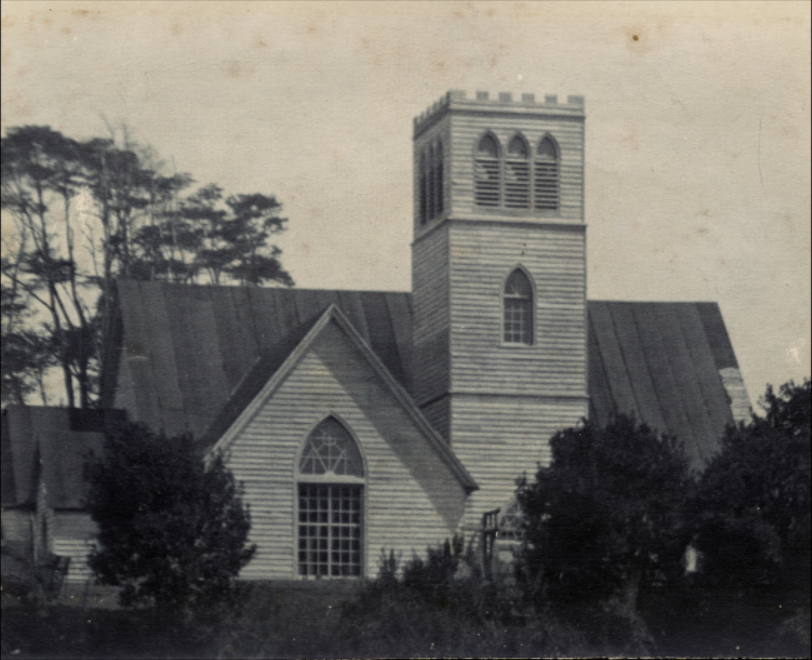
Iglesia Anglicana en Chol Chol, año 1915.

Hasta 1974, las distintas diócesis del cono sur estaban bajo la supervisión metropolitana del Arzobispo de Canterbury . En ese año se inició un proceso para inaugurar una nueva provincia anglicana. A partir de los años 1960, la Iglesia Anglicana comenzó un proceso de evangelización y de organización de los anglicanos en Santiago de Chile. En 1966 abrió la Iglesia Reconciliación en la comuna de Renca, con misioneros que tenían como tarea trabajar en las áreas periféricas de la capital chilena. En 1978 fue inaugrada la Iglesia Anglicana Providencia en la comuna homónima, organizando a la comunidad anglicana en el sector nororiente de la ciudad. 
En 1981, la Diócesis de Chile entonces se convirtió en diócesis constituyente y fundadora de la nueva Provincia del Cono Sur de América, y permaneció como parte de esa provincia hasta 2018, aunque si bien la provincia fue renombrada en septiembre de 2014 como Iglesia Anglicana de América del Sur.
En abril de 2010, el presidente Sebastián Piñera nombró al Rev. Alfred Cooper, como capellán evangélico del Palacio de La Moneda.

### Propuesta de autonomía
Tras el cambio de nombre provincial, dos diócesis constituyentes, Chile y Perú, comenzaron la expansión hacia la formación de provincias autónomas. En 2017, la Diócesis de Perú votó en su sínodo diocesano para abandonar sus planes de formar una provincia autónoma, pero la diócesis de Chile continuó su expansión hacia ese objetivo. Como parte de estos preparativos, se consagraron obispos auxiliares dentro de la iglesia. Tres obispos auxiliares, junto con el obispo diocesano Héctor Zavala, asumieron la responsabilidad de cuatro regiones geográficas, y en 2018 se formaron en cuatro nuevas diócesis.

## Provincia de Chile
Tras la aprobación del Consejo Consultivo Anglicano, las cuatro diócesis chilenas fueron nominadas para formar una provincia autónoma, que se establecería en 2018, y que pasaría a denominarse Iglesia Anglicana de Chile (Anglican Church of Chile en inglés).
La inauguración se realizó en un servicio especial el 4 de noviembre de 2018 en Santiago. El obispo presidente de Sudamérica, Gregory Venables, presidió el servicio, y el arzobispo de Canterbury, Justin Welby, presidió la inauguración y predicó el sermón en presencia de obispos y arzobispos de toda Sudamérica y otras partes de la Comunión Anglicana. El arzobispo Welby entregó la autoridad primacial (representada por la entrega simbólica de una cruz primacial) al arzobispo Héctor Zavala, obispo de Santiago y anteriormente obispo de Chile. El arzobispo Zavala se había desempeñado anteriormente como Primado de América del Sur de 2010 a 2016.
La nueva provincia cuenta con alrededor de 95 parroquias y aproximadamente 20.000 miembros afiliados a la Iglesia.
La Cámara de Obispos en la formación de la provincia constaba de:
- Héctor Zavala Muñoz (comúnmente conocido como Tito Zavala), consagrado en 1998, obispo de Santiago desde 2018, primer arzobispo;
- Abelino Manuel Apeleo, consagrado en 1994, obispo de Temuco desde 2018;
- Samuel Morrison, consagrado 2018, obispo de Valparaíso desde 2018;
- Enrique Lago, consagrado 2018, obispo de Concepción desde 2018;
- Alfred Cooper, consagrado en 2016, obispo auxiliar
- Nelson Ojeda, consagrado 2016, obispo auxiliar

## Arzobispos
El Primado y Metropolitano de la provincia es el Arzobispo de Chile.
- Héctor Zavala, 2018-2025
- Enrique Lago, 2025-presente

## Diócesis

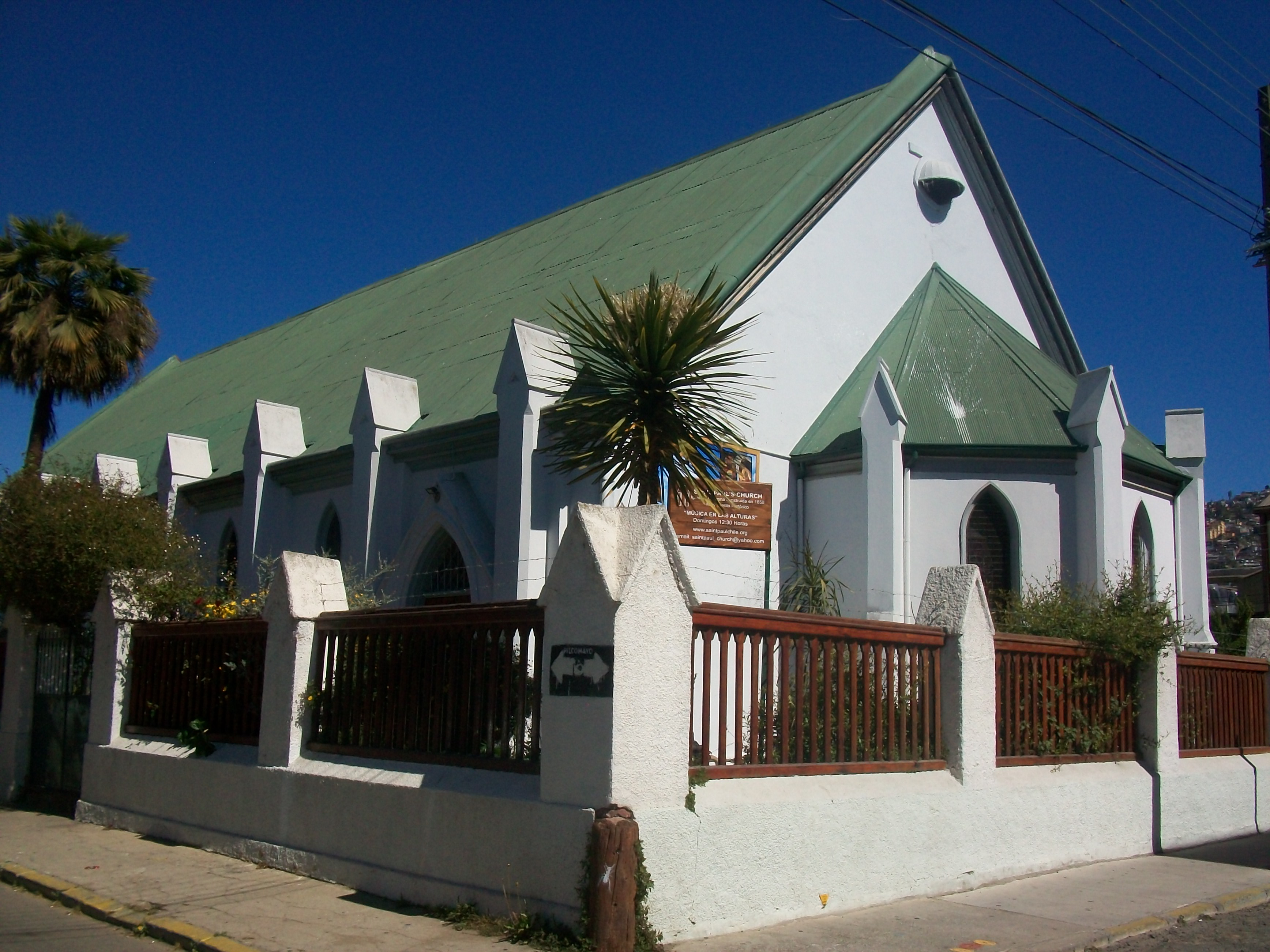
La Iglesia Anglicana de San Pablo en Valparaíso

La provincia consta de cuatro diócesis.
- Diócesis de Concepción (también conocida como Sur)
- Diócesis de Santiago
- Diócesis de Temuco
- Diócesis de Valparaíso

## Obispos anteriores
Como diócesis constituyente de la provincia sudamericana, la Iglesia Anglicana en Chile estuvo dirigida anteriormente por el obispo David Pytches (1972–1976) y el obispo Colin Bazley (1977–2000). Héctor Zavala se convirtió en el primer obispo nativo chileno en el año 2000; mientras que Abelino Manuel Apeleo se convirtió en obispo asistente en 2016.

## Realineamiento anglicano
La Iglesia Anglicana de América del Sur, anteriormente conocida como Iglesia Anglicana del Cono Sur de América, a partir de la cual se formó la Provincia de Chile, ha estado involucrada en el realineamiento anglicano . Asimismo, la Iglesia Anglicana de Chile también es miembro de Global South and the Global Anglican Future Conference (GAFCON), y está en plena comunión con la Iglesia Anglicana en América del Norte (ACNA), formada en 2009 por exmiembros de la Iglesia Episcopal en los Estados Unidos y la Iglesia Anglicana de Canadá, deseando mantener un enfoque más conservador de la interpretación y autoridad bíblica a diferencia de sus pares sudamericanos. Representantes de la Iglesia Anglicana en América del Norte estuvieron presentes en la inauguración de la nueva provincia, incluido el ex arzobispo Robert Duncan y el actual arzobispo Foley Beach.
La futura Iglesia Anglicana de Chile estuvo representada en GAFCON III, en Jerusalén, del 17 al 22 de junio de 2018, por una delegación compuesta de 15 miembros.